# 我的彆腳丈夫
《我的彆腳丈夫》為日本電視台於2017年7月8日起在「土十」時段播出的連續劇。
本劇為編劇渡邊千穗的原創作品。製作人小田玲奈在構思本劇故事時，腦海中突然浮現出「我的丈夫是個可悲又可愛的人」這句話，進而架構出本劇的主要的劇情大綱。憂鬱及療癒特質兼備的錦戶亮及魅力十足的松岡茉優獲得小田推薦而雀屏中選，於本劇中飾演夫妻。

## 劇情概要
這是一部以成為「萬能人夫」為目標的夫妻職場奮鬥故事。小林司是妻子心目中的理想丈夫，但他其實是個工作老是出錯還連累同事的上班族，得知真相的妻子，內心大受打擊。工作不如意的小林司打算辭職，妻子卻傳來有喜的消息，這意味著家中的一切家務將落在丈夫身上。妻子打算趁此時機讓丈夫振作，另一方面，為了這個家及妻子與即將出生的孩子，丈夫也打算奮發圖強，成為妻子心目中的優質人夫…

## 登場人物
- 小林司：錦戶亮

任職活動承辦公司「馬克斯娛樂」，拖油瓶員工。
- 小林沙也加：松岡茉優

司的妻子。
- 土方俊治[5]：佐藤隆太

第一製作部組長，如期完成工作的萬能男。
- 黑川晶：壇蜜

一開始負責指導司的前輩，學生時代加入過空手道部，工作能力強但是酒品很差。
- 田所陽介：藪宏太（Hey! Say! JUMP）

司的後輩，十分能幹但令人討厭，小孩子脾氣，常會有奇怪的嘴部動作。
- 町田明里（町田あかり）：井本絢子

沙也加的孕婦好友。
- 尾田滿理代（尾田まり代）：屋敷紘子（日语：屋敷紘子）

沙也加的孕婦好友。
- 遠藤智花：柳生美結（日语：柳生みゆ）

沙也加的孕婦好友。
- 小林綠（小林みどり）：江口德子

司的姐姐。
- 渡瀬理緒：吉本實憂

馬克斯娛樂第一製作部後勤員工。
- 三好一平：阿部翔平（日语：阿部翔平 (俳優)）

馬克斯娛樂第一製作部員工。
- 柳田圭一：笠松將（日语：笠松将）

馬克斯娛樂第一製作部員工。
- 町田彥丸：脇知弘（日语：脇知弘）

明里的丈夫，文字燒店老闆。

### 各集登場人物
- 小林司：今井隆文（日语：今井隆文）（第1集）

與主角同名同姓，工作能力出眾，對於公司內部刊物的照片被誤植為拖油瓶的小林司的照片相當不滿。
- 宮坂徹：眞島秀和（第1集）

幫忙設計「在森林生活展」文案的設計師。
- 關根：大河内浩（日语：大河内浩）（第2集）

「世界玩具博覽會」的廣告代理商宣傳部長。
- 雷吉垣谷：岸谷五朗（第3集）

「購物中心集客活動」企劃中提供協助的紐約出身的世界級設計師。
- 名取優作：入江甚儀（第3集）

沙也加高中時代的前男友，現為麵包店店員，與沙也加偶然相遇。
- DOTAMA（日语：DOTAMA）：本人飾演（第4集）

馬克斯娛樂於空檔期負責的企劃「毒舌說唱大賽」的來賓。
- 尼古拉斯·愛德華（日语：ニコラス・エドワーズ）（Nicholas Edwards）：本人飾演（第4集）

「歌唱大賽」的參賽者。
- 恩田優子：羽田美智子（第5集）

從入社以來就很照顧司的前輩，任職總務部，土方的妻子，目前分居中。
- 松丸清吾（第5集）

大受女性歡迎的知名演歌歌手，此集未登場。
- 東：田明鄉（日语：田明郷）（第5集）

文具製造商「壽茜堂」董事長。
- 會田：袴田吉彦（日语：袴田吉彦）（第6集）

馬克斯娛樂經理部，以嚴格對帳出名。
- 大貫：阿南健治（日语：阿南健治）（第6集）

「大貫工藝」社長，協助馬克斯娛樂執行「電影放映活動」的企劃。
- 小林辰男：升毅（日语：升毅）（第7集）

司與綠的父親。
- 小池：赤星昇一郎（日语：赤星昇一郎）（第7集）

田丸町商店街的冰店老闆。
- 加納力彌：本多力（日语：本多力）（第7集）

土方負責的「體育嘉年華」企劃的製片。
- 轟夢子：田島令子（第8集）

在全國擁有多家度假旅館的「轟度假旅館」董事長。
- 高杉翔太：和田正人（第8集）

司的小學同學，電影製作公司的社長。
- 寶田文彥：小林隆（第9集）

馬克斯娛樂内部新聞報擔任編輯的事務員。
- 吉田武史：塚地武雅（搞笑團體「醉龍」）（第9集）

前馬克斯娛樂員工，殺魚達人。

## 製作團隊
- 劇本：渡邊千穗
- 音樂：菅野祐悟
- 製作總指揮：西憲彥
- 製作人：小田玲奈、鈴木香織、森雅弘
- 導演：佐藤東彌、小室直子
- 製作協助：AXON
- 製作出品：日本電視台
- 主題歌：關西傑尼斯8「奇跡の人」（奇蹟之人）（作詞、作曲：佐田雅志）（INFINITY RECORDS）[6]

## 播出日程
- 8月26日因播出「24小時電視40」，原時段集數順延一週播出。
- 9月9日因播出「2017年女子世界大冠軍盃排球賽 日本vs美國」，原時段的第9集延後70分鐘播出。
- 9月16日因實況轉播「2017年男子世界大冠軍盃排球賽第4天賽程 日本vs伊朗」，原時段的完結篇延後25分鐘播出。

| 各集                                                   | 播出日期 | 日文標題 | 中文標題                                                                    | 導演     | 收視率 | 備註           |
| ------------------------------------------------------ | -------- | -------- | --------------------------------------------------------------------------- | -------- | ------ | -------------- |
| 第1集                                                  | 7月8日   |          | 理想丈夫是個拖油瓶員工？ 笑中帶淚的全新感受！職場家庭連續劇                 | 佐藤東彌 | 11.2%  | 10分鐘加長版   |
| 第2集                                                  | 7月15日  |          | 夫婦兩人三腳社會生存戰正式展開 做的盡是雜務工作                             | 佐藤東彌 | 9.1%   |                |
| 第3集                                                  | 7月22日  |          | 破解巧妙的謊言 初次將工作完成及夫婦關係出現危機                             | 小室直子 | 8.5%   |                |
| 第4集                                                  | 7月29日  |          | 將妻子的愛找回來！ 要在盛夏說唱大賽中大聲嘶吼出愛意YO                       | 小室直子 | 9.4%   |                |
| 第5集                                                  | 8月5日   |          | 丈夫VS超強上司 喚醒忸怩男的真心 能幹男終於出現了？                          | 佐藤東彌 | 8.0%   |                |
| 第6集                                                  | 8月12日  |          | 恩愛夫妻爆發爭吵！ 在家中與工作時一定會因爭執而發生口角嗎？                 | 森雅弘   | 8.7%   |                |
| 第7集                                                  | 8月19日  |          | 頑固父親到東京造成恩愛夫妻間出現裂痕！ 男人真命苦啊                         | 小室直子 | 8.5%   |                |
| 第8集                                                  | 9月2日   |          | 今晚是第二章！終於成功的將工作搞定！ …但是家人真的會感到幸福嗎？            | 佐藤東彌 | 7.8%   |                |
| 第9集                                                  | 9月9日   |          | 能夠同時擁有工作與家庭所帶來的幸福嗎？ 充滿淚水的便當讓丈夫徹底覺悟         | 小室直子 | 7.3%   | 延後70分鐘播出 |
| 完結篇                                                 | 9月16日  |          | 妻子早產了！要繼續工作？還是要幫忙家務？做出選擇的時刻到了 丈夫給妻子的情書 | 佐藤東彌 | 8.0%   | 延後25分鐘播出 |
| 平均收視率8.7%（收視率由Video Research於關東地區調查） |          |          |                                                                             |          |        |                |

## 外部連結
- 電視台
  - 我蹩腳丈夫 （页面存档备份，存于）－日本電視台官方網站 （日語）
  - 搶救老大作戰 （页面存档备份，存于）－緯來日本台官方網站 （正體中文）

- 資料庫
  - 豆瓣电影上《我的彆腳丈夫》的資料 （简体中文）
  - 《我的彆腳丈夫》 （页面存档备份，存于）－偶像劇場資料庫 （正體中文）

| 日本 日本電視台 週六22:00 - 22:54 | 日本 日本電視台 週六22:00 - 22:54             | 日本 日本電視台 週六22:00 - 22:54 |
| --------------------------------- | --------------------------------------------- | --------------------------------- |
|                                   | 我蹩腳丈夫 （2017年7月8日－2017年9月16日）    |                                   |
| （2017年4月15日－2017年6月17日）  | 只是先出生的我 （2017年10月14日－2017年12月） |                                   |

| 台灣 緯來日本台 週六 22:00 - 23:00                                                                        | 台灣 緯來日本台 週六 22:00 - 23:00              | 台灣 緯來日本台 週六 22:00 - 23:00           |
| --- | ----------------------------------------------- | -------------------------------------------- |
| | 搶救老大作戰 （2017年7月15日－2017年9月23日）   |                                              |
| 真天菜 （2017年4月15日－6月17日）日本太太好吃驚 （2017年6月24日－7月1日）房仲女王 限時回歸 （2017年7月8日） | 嬌妻出沒注意 （2017年10月7日－2017年12月9日）     |                                              |
| 星期一至五 21:00 - 22:00                                                                                  |                                                 |                                              |
| 王牌大律師1+2 （2017年9月12日－2017年10月13日）                                                           | 搶救老大作戰 （2017年10月16日－2017年10月27日） | 少女的時代 （2017年10月30日－2018年1月10日） |